# يوم الجعة (آيسلندا)

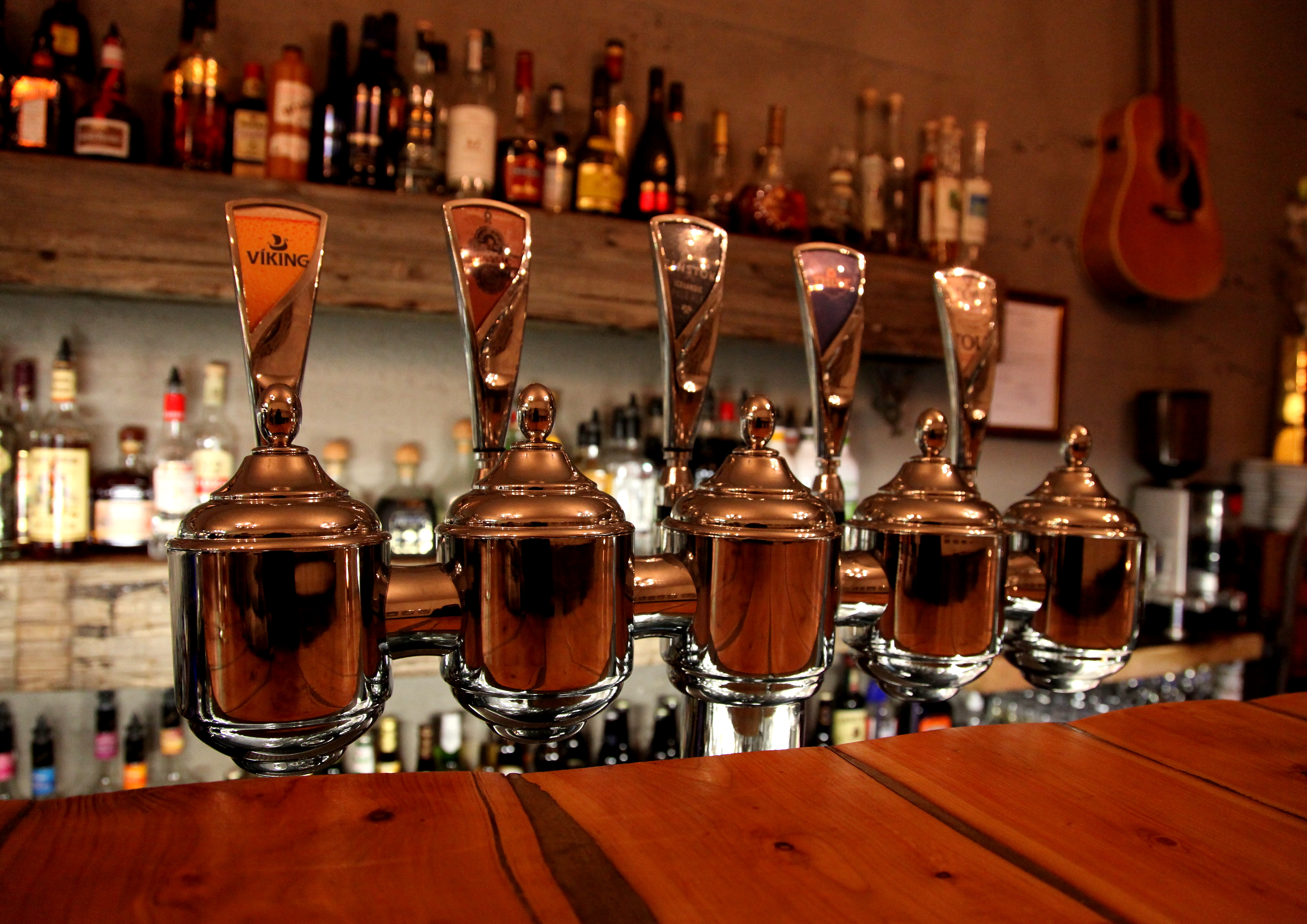

تحتفل أيسلندا بيوم الجعة (بالأيسلاندية: Bjórdagurinn أو Bjórdagur) كل عام في الأول من مارس، بمناسبة إلغاء الحظر الذي فرض على الجعة منذ 1 يناير 1915 وحتى 1 مارس 1989، واستمر طيلة 74 عامًا.

## الأصل
في استفتاء أجري عام 1908، صوت الأيسلانديون لصالح حظر جميع المشروبات الكحولية. َقد دخل الحظر حيذ النفاذ منذ الأول من يناير 1915، وتم رفعه جزئيًا في 1921 بعد أن رفضت اسبانيا شراء السلعة الرئيسية التي تصدرها أيسلندا، أي الاسماك، ما لم تقم الأخيرة بشراء النبيذ الإسباني. ثم رفع الحظر كاملاً بعد ان اجري استفتاء وطني عام 1935 تم بناءً عليه تقنين المشروبات الروحية. إلا ان الجعة القوية (التي تحتوي على نسبة كحول تساوي 2.25% أو أكثر) لو تكن ضمن تصويت 1935، وذلك لإرضاء لوبي الاعتدال الذي جادل بأن الجعة أرخص من االمشروبات الروحية، مما سيؤدي إلى المزيد من الفساد.